# Ralph Beard
Ralph Milton Beard, Jr. (ur. 2 grudnia 1927 w Hardinsburgu, w stanie Kentucky zm. 29 listopada 2007 roku w Louisville) – amerykański koszykarz, złoty medalista igrzysk olimpijskich w Londynie z 1948r.